# قره‌تپه عشایری ۲
قره‌تپه عشایری ۲ یک روستا در ایران است که در بخش مرکزی شهرستان سیرجان واقع شده‌است. قره‌تپه عشایری ۲، ۶۰ نفر جمعیت دارد.